# Josef Středula
Josef Středula (* 12. listopadu 1967 Opava) je český odborář, v letech 2005–2014 předseda Odborového svazu KOVO, od května 2019 místopředseda Evropské odborové konfederace a od roku 2014 (s krátkou pauzou v březnu 2024) předseda Českomoravské konfederace odborových svazů.

## Životopis
Narodil se v Opavě a žil v Hlučíně a následně krátce v Bohuslavicích na Hlučínsku. Absolvoval Střední průmyslovou školu strojnickou v Opavě. Po škole pracoval ve Vítkovických železárnách na údržbě válcovací trati.
Je velkým milovníkem opery.
Je potřetí ženatý.

## Odborová kariéra
V letech 1990–1993 byl místopředsedou Základní organizace Odborového svazu KOVO Vítkovice – závod 2 (dnes Vítkovice Steel) a podílel se tak na přeměně Revolučního odborového hnutí (ROH) ve standardní odbory po sametové revoluci.
V roce 1993 byl zvolen místopředsedou celorepublikového Odborového svazu KOVO, kde v roce 2000 založil Komisi mladých OS KOVO, kterou následně vedl. V červnu 2005 byl zvolen předsedou OS KOVO, tuto funkci pak obhájil v letech 2009 a 2013.
Dne 25. dubna 2014 byl na VI. sjezdu Českomoravské konfederace odborových svazů v Praze zvolen předsedou celé ČMKOS, když získal 142 hlasů z 227 možných hlasů (tj. 63 %) a porazil tak svého protikandidáta Václava Pícla. funkci obhájil na VII. sjezdu v dubnu 2018 i na VIII. sjezdu v roce 2022.[zdroj?]
V květnu 2019 byl na kongresu Evropské odborové konfederace (EOK) ve Vídni zvolen místopředsedou této organizace zodpovědným za střední a východní Evropu na čtyřleté funkční období.
V únoru 2024 byly publikovány informace, že Středulovi zaniklo členství v jeho základní organizaci OS KOVO kvůli nezaplacení příspěvků – údajně je měl zaplatit naposledy za květen 2023, a jelikož podle stanov OS KOVO členství zaniká „uplynutím pěti kalendářních měsíců, během nichž člen nezaplatil členský příspěvek“, přestal tak být členem tamní ZO OS KOVO v prosinci 2023. Pokud by v tu dobu nebyl členem jiného odborového svazu, sdruženého v ČMKOS, ztratil by tím automaticky i oprávnění vést tuto odborovou centrálu. Středula sice tvrdil, že všechny příspěvky doplatil a i nadále je tedy členem, nicméně ČMKOS dne 4. března 2024 oznámila, že o pravomoci předsedy ČMKOS přišel kvůli zániku jeho členství v mateřské ZO OS KOVO. Středula následně uvedl, že se o funkci bude ucházet na nadcházejícím mimořádném sjezdu ČMKOS. V následujících týdnech vyšlo najevo, že ve volbě nebude mít protikandidáta. Někteří členové svazu tak požadovali volbu předsedy svazu odložit na podzim. To se ovšem nestalo a Středula byl dne 25. března 2024 opět zvolen předsedou konfederace.

## Politická angažovanost
Středulovo jméno se objevilo v roce 2020 v souvislosti s přípravou voleb prezidenta republiky na rok 2023. Dne 30. dubna 2022 na sjezdu ČMKOS ho o tuto kandidaturu dokonce požádal tehdejší prezident Miloš Zeman, podporu mu vyjádřil i bývalý ministr financí Miroslav Kalousek.
Středula zvažoval, že by svou případnou kandidaturu založil na podpisech občanů, a Mladí sociální demokraté (mládežnická organizace České strany sociálně demokratické) dokonce dne 1. května 2022 začali sbírat podpisy na jeho kandidaturu. O čtyři dny později kandidaturu přijal a oficiálně ji oznámil na svém twitterovém účtu, přičemž opět zopakoval, že chce být občanským kandidátem. Se sběrem podpisů mu pomáhala sociální demokracie, spolek „Středula náš prezident“, kandidaturu podpořilo hnutí Budoucnost. Podle svých slov nasbíral 62 384 podpisů občanů, ovšem nakonec Ministerstvu vnitra předal pouze podpisy 11 senátorů, díky kterým mu kandidatura byla umožněna. Mezi senátory, kteří ho podpořili, byli Josef Bazala (KDU-ČSL), Petr Fiala (SproK), Tomáš Jirsa (ODS), Lumír Kantor (nestr. za KDU-ČSL), Josef Klement (KDU-ČSL), Patrik Kunčar (KDU-ČSL), Zdeněk Matušek (nestr. za ANO), Jan Pirk (nestr. za TOP 09), Věra Procházková (ANO), Adéla Šípová (Piráti) a Petr Vícha (ČSSD).
Seznam Zprávy již krátce po oznámení prezidentské kandidatury Josefa Středuly publikovaly analýzu, podle níž za jeho kampaní stojí mj. dva bývalí lobbisté Miroslav Sklenář, který měl působit v čínské CEFC a poté v CITIC a Pavel Vlček, který déle než rok pracoval pro ruský Rosatom. Středulovu kandidaturu finančně podpořil např. bývalý ministr vnitra Martin Pecina.
Jeho volební preference se v průzkumech veřejného mínění pohybovaly po oznámení kandidatury přibližně na úrovni 7 %, v prosinci 2022 pak poklesy na úroveň 3–4 %. Během prezidentské debaty na ČT konané 8. ledna 2023 oznámil, že z volby prezidenta odstupuje, a podpořil Danuši Nerudovou.